# Ronnie Stam
Ron Theodorus (Ronnie) Stam (Breda, 18 juni 1984) is een Nederlands voormalig betaald voetballer die bij voorkeur als rechtsback of verdedigende middenvelder speelde. Hij kwam van 2003 tot en met 2016 uit voor NAC Breda, FC Twente, Wigan Athletic en Standard Luik.

## Clubcarrière

### NAC Breda
Stam begon bij VV PCP en kwam op achtjarige leeftijd bij NAC Breda. Hij speelde in enkele jeugdelftallen, waarna hij in 1997 werd opgemerkt door Feyenoord en overstapte. Spelend in Rotterdam-Zuid volgde een uitnodiging voor het Nederlands elftal onder 14 jaar. In mei 2001 werd hij ook geselecteerd voor het Europees kampioenschap voor spelers onder 16, dat in Engeland werd gehouden.
Stam speelde vijf jaar in de jeugd van Feyenoord. In de zomer van 2002 keerde hij terug naar NAC Breda. Daar kwam hij aanvankelijk uit in het tweede elftal. Hij debuteerde op 25 mei 2003 in de hoofdmacht, in een met 4-0 gewonnen wedstrijd tegen AZ. In de 83e minuut kwam hij in het veld voor Orlando Engelaar.
Het seizoen erop speelde Stam zijn eerste Europese wedstrijd, tegen Newcastle United FC in het toernooi om de UEFA Cup. NAC Breda had in Engeland het eerste duel met 5-0 verloren. Stam kreeg van trainer Ton Lokhoff in de thuiswedstrijd een kans en begon als basisspeler op het middenveld. NAC Breda verloor met 1-0 door een laat doelpunt van Newcastle.
Stam groeide halverwege het seizoen 2005/06 uit tot basisspeler bij NAC Breda. Cees Lok, de opvolger van Lokhoff, was op zoek naar een linksback in verband met een blessure van Tony Vidmar. Hij besloot Stam op die positie uit te proberen. Deze gaf zijn basisplaats niet meer uit handen. Tot aan zijn vertrek in 2008 kwam hij in totaal tot 122 competitiewedstrijden voor de Brabantse club.

### Kampioen met FC Twente
Stam verruilde NAC Breda in de zomer van 2008 voor FC Twente. Met de overgang zou ongeveer € 2.500.000 gemoeid zijn. Hij maakte op 13 september 2008 zijn debuut voor de club, tijdens een wedstrijd tegen N.E.C. (1-1). Hij eindigde het seizoen 2008/09 met FC Twente op de tweede plaats in de Eredivisie, een evenaring van het clubrecord uit seizoen 1973/74. Een jaar later maakten zijn ploeggenoten en hij FC Twente voor het eerst landskampioen.

### Premier League

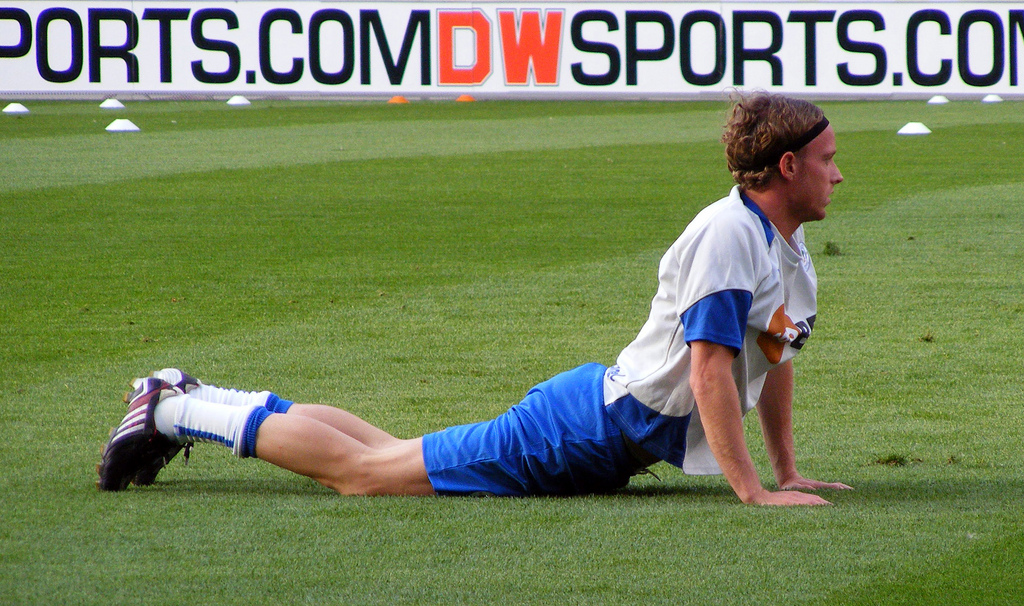
Stam bij Wigan Athletic in 2010

Stam verruilde FC Twente in juni 2010 voor Wigan Athletic FC, op dat moment actief in de Premier League. De Britse club betaalde circa 3,5 miljoen euro voor hem. Hij maakte op 5 januari 2011 zijn eerste treffer op Engelse bodem, in een wedstrijd tegen Bolton Wanderers FC. In nasleep van zijn transfer maakte Stam in mei 2011 bekend dat hij naar de rechter stapte omdat FC Twente hem nog 150.000 euro verschuldigd zou zijn, als onderdeel van de transfervoorwaarden. Op 22 november 2011 stelde de kantonrechter hem in het gelijk. Stam won in het seizoen 2012/13 de FA Cup met Wigan. Het was de eerste keer in de geschiedenis van het toernooi dat de club verder kwam dan de kwartfinales. Hij kwam zelf in de achtste finales voor het laatst in actie. Stam speelde drie seizoenen voor Wigan, waarmee hij in zijn laatste contractjaar degradeerde uit de Premier League.

### Laatste jaren
Stam tekende op 9 juli 2013 een contract tot medio 2016 bij Standard Luik, de nummer zes van België in het voorgaande seizoen. Dat nam hem transfervrij over van Wigan. Hier beëindigde hij zijn eerste seizoen met zijn ploeggenoten als nummer één op de ranglijst aan het eind van de reguliere competitie. In de daaropvolgende play-offs werd hij met Standard tweede, achter kampioen RSC Anderlecht. Stam had dit seizoen in 21 competitiewedstrijden een aandeel. In zijn tweede seizoen achtte de club hem overbodig en kwam hij nog twee competitiewedstrijden in actie. Standard ontbond op 1 juli 2015 zijn contract.
Nadat Stam enkele weken meetrainde bij zijn oude club NAC Breda tekende hij hier in juli 2015 opnieuw een contract, ditmaal tot medio 2018. Omdat de club net was gedegradeerd, ging hij voor het eerst in zijn carrière met NAC in de Eerste divisie spelen. Hij en zijn ploeggenoten werden dat jaar derde in de reguliere competitie en bereikten zo play-offs 2016. Hierin voorkwam Willem II dat NAC terugkeerde naar de Eredivisie. Hierop volgde een leegloop bij de Bredase club. Onder anderen Joey Suk, Kevin Brands, Uroš Matić, Kenny van der Weg, Mats Seuntjens en Sjoerd Ars vertrokken naar andere clubs, Jelle ten Rouwelaar stopte met voetballen en Donny Gorter liet zijn contract ontbinden. Dit in combinatie met zijn fysieke gesteldheid waren reden voor Stam om in juni 2016 te stoppen met betaald voetbal.

## Interlandcarrière
Stam speelde op 28 maart 2001 eenmalig voor het Nederland voetbaleftal onder 16 in een vriendschappelijke wedstrijd tegen Zweden in voorbereiding op het Europees kampioenschap voetbal onder 16 - 2001 waar hij tot de selectie behoorde maar niet in actie kwam. Door bondscoach Bert van Marwijk werd Stam in juli 2010 geselecteerd voor het Nederlands elftal voor een oefenwedstrijd tegen Oekraïne op 11 augustus. Stam, die niet helemaal fit was, moest echter afzeggen en werd daarna nooit meer opgeroepen.  

## Privé
De zoon van Stam (geboren in 2010) speelt in de jeugd van PSV.
In 2025 werd Stam schuldig bevonden aan drugshandel en witwassen. Hij werd hiervoor op 12 augustus dat jaar door de rechtbank van Breda veroordeeld tot zeven jaar gevangenisstraf.

## Clubstatistieken
| Seizoen | Club           | Land               | Competitie         | Wedstrijden | Doelpunten |
| ------- | -------------- | ------------------ | ------------------ | ----------- | ---------- |
| 2002/03 | NAC Breda      | Vlag van Nederland | Eredivisie         | 1           | 0          |
| 2003/04 | NAC Breda      | Vlag van Nederland | Eredivisie         | 21          | 1          |
| 2004/05 | NAC Breda      | Vlag van Nederland | Eredivisie         | 15          | 0          |
| 2005/06 | NAC Breda      | Vlag van Nederland | Eredivisie         | 28          | 1          |
| 2006/07 | NAC Breda      | Vlag van Nederland | Eredivisie         | 27          | 2          |
| 2007/08 | NAC Breda      | Vlag van Nederland | Eredivisie         | 29          | 0          |
| 2008/09 | NAC Breda      | Vlag van Nederland | Eredivisie         | 1           | 0          |
| 2008/09 | FC Twente      | Vlag van Nederland | Eredivisie         | 24          | 1          |
| 2009/10 | FC Twente      | Vlag van Nederland | Eredivisie         | 33          | 1          |
| 2010/11 | Wigan Athletic | Vlag van Engeland  | Premier League     | 25          | 1          |
| 2011/12 | Wigan Athletic | Vlag van Engeland  | Premier League     | 20          | 0          |
| 2012/13 | Wigan Athletic | Vlag van Engeland  | Premier League     | 17          | 0          |
| 2013/14 | Standard Luik  | Vlag van België    | Jupiler Pro League | 21          | 0          |
| 2014/15 | Standard Luik  | Vlag van België    | Jupiler Pro League | 2           | 0          |
| 2015/16 | NAC Breda      | Vlag van Nederland | Eerste divisie     | 29          | 1          |
| Totaal  | Totaal         | Totaal             | Totaal             | 293         | 8          |

## Erelijst
FC Twente
Kampioen Eredivisie
2009/10
 Wigan Athletic
- FA Cup

2012/13